# 福氏準舌唇魚
福氏準舌唇魚（学名：Lobocheilos fowleri）为輻鰭魚綱鯉形目鲤科準舌唇魚属的鱼类。分布於亞洲湄公河流域，棲息在中底層水域。

## 扩展阅读
維基物種上的相關：福氏準舌唇魚